# Ardisia lucida
Ardisia lucida är en viveväxtart som beskrevs av Elmer Drew Merrill. Ardisia lucida ingår i släktet Ardisia och familjen viveväxter. Inga underarter finns listade i Catalogue of Life.